# Астольф
Астольф (ім'я походить від короля лангобардів Айстульфу) — вигаданий персонаж французького та італійського епосу, а також лицарських поем Пульчі, Боярдо та Аріосто. Паладин Карла Великого, французький лицар, двоюрідний брат Роланда та Рінальда. У «Шаленому Роланді» здійснив знаменитий політ на Місяць. Варто зазначити, що справжнього паладина Карла Великого з ім'ям «Астольф» не існувало.

## Франція
Під ім'ям Есту з'являється у французькому епосі («Чотири сини Емона», «Отінель», «Гі Бургундський»).

## Італія
У франко-італійських поемах XIV ст. «Вступ до Іспанії» та «Взяття Памплони» йому належить роль насмішника та дотепника.

### «Моргант»
У «Морганті» Пульчі — хвалько і донжуан.

### «Закоханий Роланд»
У поєдинку з братом Анджеліки Аргалієм Астольф скинутий з коня його чарівним списом. У Парижі розпочинається турнір. Усіх, у тому числі Ожье Датчаніна та Олів'є, поспішає сарацин Грандоній. Зрештою, з паладинів залишається один Астольф, в успіх якого ніхто не вірить. Астольф виходить на турнірне поле з списом Аргалія, яке дісталося йому випадково та чарівних властивостей якого він не знає. Грандоній, на загальний подив, повалений. Астольф здивований не менше за інших. Він був би оголошений переможцем, але якийсь лицар-зрадник, що належить до злодійського майнцького роду, тишком-нишком збиває його з сідла. Астольф кидається на нього з мечем, лається з імператором і потрапляє у в'язницю.
Серіканський цар Градасс штурмує Париж. Місто готове здатися, але Астольф, випущений із в'язниці, захоплює владу, відмовляється визнати договір, який тим часом Градасс встиг укласти з полоненим Карлом (свобода в обмін на коня Баярда), і викликає Градасса на поєдинок. Спис Аргалія справно робить свою справу: противник на землі. Астольф прикидається переможеним, висміює Карла і паладинів і під кінець підносить звістку про перемогу. Градасс вирушає додому, Астольф йде на пошуки Роланда і Рінальда.
Астольф досяг меж Сходу, де готується велика війна за руку Анджеліки. Золотий спис Астольфа продовжує творити дива: з його допомогою він зсаджує Брандимарта, кидає додолу черкеського царя. Поблизу знаходиться чаклунський сад Драгонтини: Флорделіза, дама Брандимарта, попереджає лицарів про чудеса і небезпеки саду, але вони сміливо в нього вторгаються і вступають у бій із зачарованими, забувшими себе бранцями феї. Тут і Роланд, який прибув трохи раніше і все ще занурений у споглядання картин і фресок на палацовому балконі. Роланд обрушується на свого двоюрідного брата, і Астольфа рятує лише незрівнянний біг Баярда, верхи на якому Астольф робив свій шлях. Астольф досягає фортеці Альбраккі. Астольф один викликає на бій все військо татарського царя Агрікана 2 мільйони 200 тисяч. Скинувши кількох невірних своїм чарівним списом, він падає під одночасним натиском із чотирьох сторін і взятий у полон. Звільнений із полону після смерті Агрікана; він знаходить свої зброю і свій чарівний спис, йде разом з Рінальдом слідами Роланда. Дорогою до Франції кит феї Альцини, сестри Моргани, забирає Астольфа у відкрите море.

### Шалений Роланд
На своєму острові фея Альцина перетворює Астольфа на мирт. Фея Мелісса повертає Астольфу людську подобу разом з іншими бранцями Альцини. Астольф отримує від феї Логістилли чарівні дари та пливе на захід. Він досягає Єгипту, де живе людожер Калігорант. Астольф долає його і приводить до Каїра. Він зустрічає чаклуна Оррілла, допомагає проти нього Грифону та Аквіланту і знімає Орріллу голову та волосся. Астольф із Грифоном та Аквілантом їдуть у Святу землю і гостить там у Сансонета. Потім усі разом із Марфізою вирушають до Франції, але буря виносить їх на острів амазонок. Звідти вони відпливають до Франції.
Астольфа заманюють у замок Атланта, але він руйнує чари і знаходить гіпогриф. Астольф залишає коня і зброю Брадаманте, а сам летить на гіпогрифі в Ефіопію до царя Сенапа, переслідуваного гарпіями. Астольф є до царя, б'ється з гарпіями і проганяє їх чарівним рогом. Слідом за гарпіями Астольф спускається в пекло, замикає їх там і злітає на гору земного раю. Його зустрічає апостол Іоанн та розповідає Астольфу долю Роланда. Астольф з апостолом летять на Місяць, бачать місячний дол земних втрат і Палац людських доль. Астольф знаходить посудину з розумом Роланда.
Астольф спускається з Місяця і веде нубійців на Аграмантову Бізерту, перетворивши їм каміння на коней. Розбивши сарацинів, він звільняє Дудона і з деревного листя творить кораблі. Роланду, що раптово з'явився, повертає здоровий глузд. Після взяття Бізерти, повернувши судна в листя, а коней у каміння, повертається до Франції.

## Походження назви
Воно походить від німецької назви Haistulf, назви, що складається з haist (з невизначеним значенням, можливо, «лютий», «жорстокий») або, можливо, ast («жезл», «спис») і vulf («вовк»).

## Сучасний час

### Наука
На честь Астольфа був названий вид вимерлої рейки: Gallirallus astolfoi, або рейка Астольфа.

### Аніме
Астольф з'являється в ранобе та телевізійному аніме-серіалі Fate/Apocrypha як Вершник чорної фракції. Пізніше його також показали у відеогрі Fate/Grand Order як вершника. Вважалося, що його популярність як персонажа медіафраншизи Fate перевищує популярність оригіналу в наш час. Це явище також спостерігалося для інших персонажів франшизи Fate у дослідженні 2021 року, в рамках якого автори назвали це явище «Ефектом Астольфа».